# Back (rzeka)
Back (ang. Back River, fr. Rivière Back) – rzeka w północnej Kanadzie, na obszarze terytoriów Północno-Zachodnich i Nunavut. Jej długość wynosi 974 km, a dorzecze zajmuje powierzchnię 106,5 tys. km².
Rzeka wypływa z jeziora Contwoyto i płynie w kierunku północno-wschodnim. W jej górnym biegu znajduje się wiele bystrz i wodospadów. Wypływając na nizinę, jej nurt zwalnia, tworząc rozlewiska, z których największe jest jezioro Garry. Back uchodzi do zatoki Chantrey (Ocean Arktyczny), naprzeciw Wyspy Króla Williama.
Nazwę otrzymała od nazwiska oficera marynarki angielskiej George’a Backa, który odkrył ją w 1834 w czasie jednej z wypraw na wyspy Archipelagu Arktycznego. Oryginalna nazwa brzmiała Thlew-ee-choh, co oznacza w języku Indian Dogrib „rybna rzeka”.